# Volumeprocent
De volumefractie (symbool {\displaystyle \phi }) is een maat voor de concentratie van een stof in een mengsel. Deze dimensieloze grootheid wordt vaak in percent uitgedrukt (vaak weergeven als % vol of vol.-%), en is daarom ook gekend als het volumepercentage, maar volumefracties kunnen ook in eenheden als mL/L, µL/L, ppm (soms als ppmv geschreven) en ‰ uitgedrukt worden. 
Het volumepercentage kan worden gebruikt bij
- samengestelde stoffen, waarin nog druppeltjes, vezels of deeltjes van de verschillende samenstellende stoffen kunnen worden waargenomen;
- bij homogene mengsels, met name bij mengsels van gassen en bij homogeen gemengde vloeistoffen (bijv. het gehalte azijn, of alcohol).

## Definitie
De volumefractie van stof A kan gedefinieerd worden als het volume van de stof (VA) ten opzichte van het volume van het mengsel (V). In formule:
{\displaystyle \phi _{\mathrm {A} }={\frac {V_{\mathrm {A} }}{V}}}
Hierbij is VA het het volume van de stof in zuivere vorm. Zodra het bestanddeel met andere stoffen is gemengd, is het volume van het bestanddeel namelijk niet meer goed gedefinieerd. Het is immers niet goed mogelijk om vast te stellen welk volume door de atomen of moleculen van de ene stof en welke door de andere atomen of moleculen van de andere stof wordt ingenomen. 
Daarbij moet men tevens rekening houden met het feit dat de dichtheid van een mengsel niet eenvoudig het gewogen gemiddelde van de dichtheden van de zuivere bestanddelen is. Zo zal, als men 50 ml ethanol mengt met 50 ml water, het volume van het mengsel minder dan 100 ml zijn, ten gevolge van volumecontractie. Een dergelijk mengsel bevat dus, op basis van bovenstaande definitie van volumeprocent, meer dan 50 % alcohol. Een 100ml-mengsel met 50 % alcohol bevat dus meer dan 50 ml alcohol. En dus ook meer dan 50 ml andere vloeistof.
IUPAC hanteert echter onderstaande definitie.
{\displaystyle \phi _{\mathrm {A} }={\frac {V_{\mathrm {A} }}{\sum V_{i}}}}
De volumefractie is het volume van de zuivere stof A in verhouding tot de som van alle volumes van de ongemengde zuivere stoffen. Met deze definitie is de volumefractie aan ethanol wel 0,50 (of 50 %) wanneer men 50 ml ethanol mengt met 50 ml water, en is de som van alle volumefracties wel gelijk aan 1 (of 100 %). 
Gezien er meerdere definities in omloop zijn, vermeldt men best wat er precies bedoeld wordt.

## Vaste stoffen
Bij samengestelde (niet-homogene) stoffen, zoals vezelversterkte kunststof en gewapend beton en andere composieten kan de hoeveelheid toegevoegde vezels, wapeningsstaal, of vulstof worden uitgedrukt in een volumepercentage. 
Hierbij kan het begrip volumeprocent worden gebaseerd op de werkelijk door de bestanddelen ingenomen volumes, omdat het daarbij niet om homogene mengsels gaat. In de composiet kunnen de afzonderlijke bestanddelen nog worden onderscheiden.

## Alcoholische producten
De eenheid 'volumeprocent' is zeer gebruikelijk bij alcoholische dranken en andere mengsels van alcohol met water. 
Bijvoorbeeld pilsbier bevat ongeveer 5 % vol alcohol. Dat betekent dat 100 volumedelen van het bier 5 volumedelen alcohol bevatten.
Volgens de Europese Unie moet het symbool % vol gebruikt worden voor het aangeven van het "alcohol-volumegehalte", dat als volgt is gedefinieerd:
Het "alcohol-volumegehalte" van een mengsel van water en alcohol is de verhouding tussen het volume zuivere alcohol bij een temperatuur van 20 °C dat dit mengsel bevat, en het totale volume van het mengsel bij die temperatuur.
Dit gehalte wordt uitgedrukt in delen alcohol op 100 delen mengsel (dus als volumeprocent). 
Bij de door de EU voorgeschreven methode om het alcoholvolumegehalte van wijn te bepalen, wordt de wijn eerst alkalisch gemaakt met een calciumhydroxidesuspensie, vervolgens gedestilleerd. Ten slotte wordt het alcoholgehalte van het destillaat gemeten met een pyknometer (om de dichtheid te bepalen) of met een areometer, dichtheidsmeting met hydrostatische balans, of door bepaling van de brekingsindex met een refractometer. 
Door eerst een destillatie uit te voeren, voorkomt men dat de meting wordt verstoord door andere stoffen die in de wijn voorkomen. De calciumhydroxide voorkomt dat vluchtige carbonzuren mee overdestilleren. 
De numerieke waarde van het gehalte in volumeprocenten zal in het algemeen afwijken van dezelfde concentratie uitgedrukt in massaprocent. In het voorbeeld van alcohol en water is, omdat alcohol lichter is dan water, de concentratie uitgedrukt in volumeprocent hoger dan uitgedrukt in massaprocent.

## Gassen
Concentraties van gassen worden ook wel in volumeprocenten uitgedrukt. Daarbij worden de volumes omgerekend naar 'normaalvolume', dat is het volume van een hoeveelheid gas, bij 25 °C en een druk van 1 bar. Bij een gegeven temperatuur, druk en volume is het aantal moleculen (en dus ook het aantal mol) voor alle gassen ongeveer gelijk, zie molair volume van een gas. Bij gasmengsels zijn dus de molfracties ongeveer gelijk aan de volumefracties.
Als een hoeveelheid zuurstof die bij 25 °C en 1 bar een volume van 0,014 m³ heeft wordt gemengd met een hoeveelheid zuivere stikstof en het mengsel heeft bij 25 °C en 1 bar een volume van 0,100 m³, bevat dat mengsel dus 14 vol.-% zuurstof. (Bij inademing daarvan kan al bewusteloosheid ontstaan wegens zuurstofgebrek). 
Als het gemengde gas wordt samengeperst tot 8 bar, is het zuurstofgehalte nog steeds 14 vol.-%, omdat het op die manier is gedefinieerd.
Bij ideale gasmengsels is de volumefractie identiek aan de molfractie.